# Покрајина Лебап
Покрајина Лебап, односно провинција Лебап или вилајет Лебап (туркм. welaýaty), је једна од пет покрајина Туркменистана. Главни град покрајине је Туркменабат.